# Verano di Cavaillon
Verano, conosciuto anche con il nome di Wrain latinizzato in Veranus o Uranus (Barjac, ... – Arles, 590), è stato un vescovo franco.
Gli viene anche attribuita la nascita a Lanuéjols nel Gévaudan. È stato l'ultimo vescovo conosciuto di Cavaillon per il VI secolo. Dopo di lui non ce ne furono altri per 199 anni.

## Biografia
I rari eventi noti sulla sua esistenza sono sufficienti a fornirne un rapido ritratto. 
Contemporaneo di Gregorio di Tours, fu ordinato sacerdote nel 540. Ritiratosi nel suo eremo di Vaucluse, intraprese un viaggio a Roma passando per Embrun, Briançon, Ravenna, Milano e, al ritorno, per Albenga e Cassis.
Sigeberto I, che per aprirsi un passaggio verso il Mediterraneo aveva creato il "corridoio austrasiano" in Provenza, lo scelse come vescovo di Cavaillon nel 568, come si apprende dal "Manoscritto d'Orléans".
L'anno seguente, avendo Fredegonda fatto assassinare Pretestato, arcivescovo di Rouen, durante un uffizio domenicale, Verano l'apostrofò per rimproverarla dell'omicidio. Questo gli valse di essere il padrino del futuro re merovingo Teodorico II, figlio di Childeberto II. Il battesimo ebbe luogo ad Orléans, capitale della Borgogna di Gontrano nel 587.
Verano morì di peste ad Arles due anni dopo.

## Il culto

### I miracoli
Fu a Fontaine-de-Vaucluse che Verano compì il suo primo miracolo, liberando la Sorgue di un orribile drago denominato Coulobre. Secondo la leggenda egli cacciò questa immonda bestia nelle Alpi ove essa se ne andò a morire. Il paese di Saint-Véran sarebbe stato il luogo ove esso morì. Si segnala che salendo lungo il sentiero che porta alla sorgente della Sorge si attraversa ancora il Traou dou Couloubre.
Un altro miracolo pare legato a considerazioni più utilitaristiche. Nel XII secolo Raimondo IV di Tolosa, marchese di Provenza, prima di partire per la caccia nel Luberon, aveva ordinato a Benedetto, vescovo di Cavaillon, di attenderlo prima di celebrare messa. Egli non lo fece, il che gli valse un calcio nel sedere da parte del marchese, il cui piede "colpevole" divenne immediatamente secco ed il marchese prese a zoppicare vistosamente. Allora questi andò ad implorare San Verano a Vaucluse. 
Per ottenere il perdono del defunto eremita, Raimondo dovette concedere al vescovo Benedetto una serie di privilegi, fra i quali anche la metà del feudo di Vaucluse. Raimondo obbedì ed il piede guarì seduta stante.
San Verano avrebbe compiuto anche miracoli in Italia, a Roma, Peccioli, Ravenna, Torino e Milano

### Le reliquie

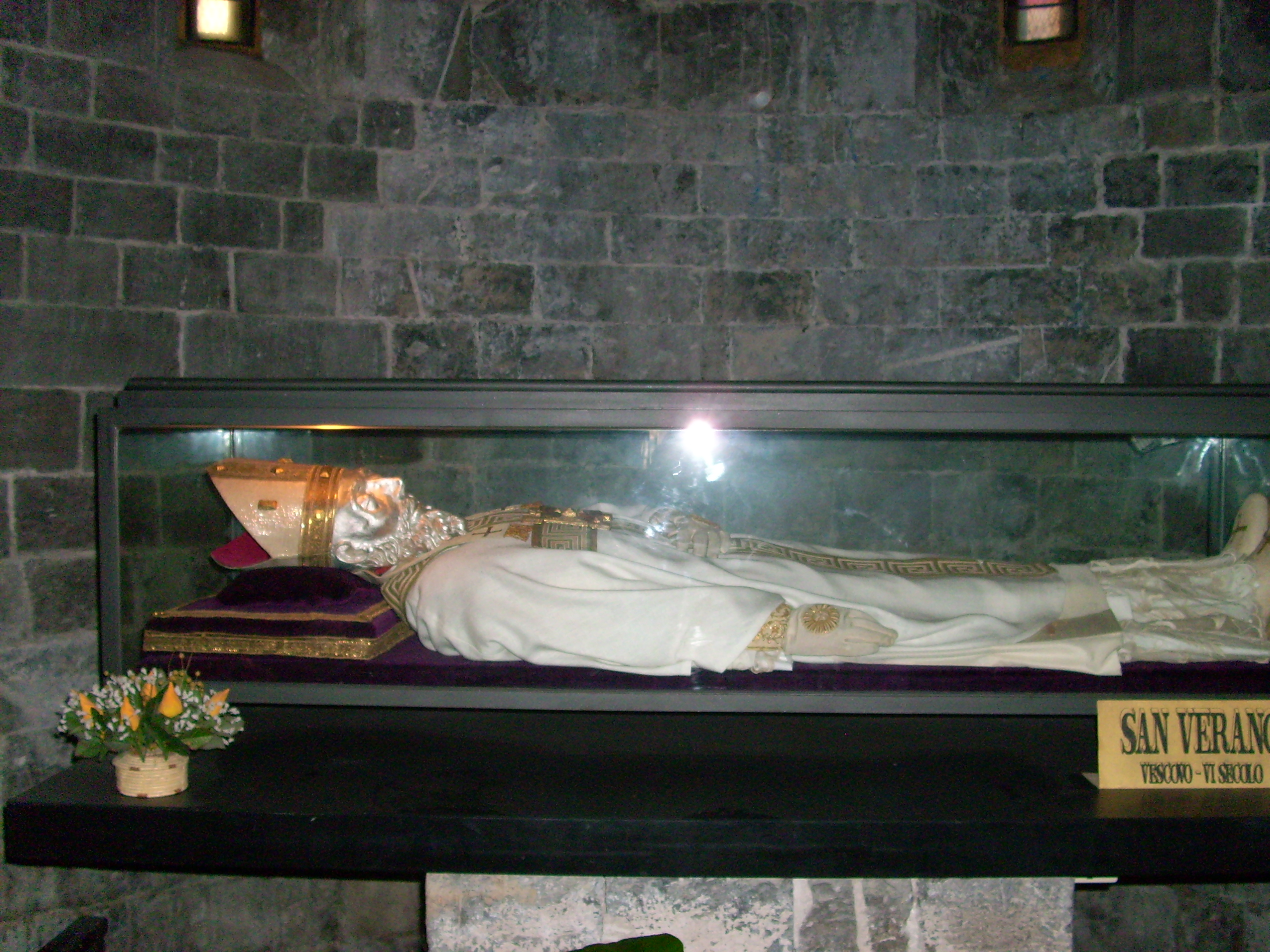
Il monumento sepolcrale a San Verano nella cattedrale di San Michele Arcangelo ad Albenga

Petrarca ci dice che egli fu sepolto a Vallis Clausa, in «… una chiesa piccola ma adorna e solida», consacrata alla Vergine. Distrutta nel corso delle invasioni barbariche del V e VI secolo, fu sostituita nel 979 dal priorato  di Notre-Dame et Saint-Véran la cui chiesa, l'attuale parrocchiale di Fontaine-de-Vaucluse, reca tracce della ricostruzione.
All'inizio dell'XI secolo un gran parte delle reliquie fu trasportata nella zona di Orléans, ove, con il nome di saint Vrain, egli divenne patrono del capitolo della chiesa della collegiata di Saint-Étienne de Jargeau a Jargeau, nella diocesi di Orléans.
Nel XIV secolo si ritenne che sarebbe stato meglio che i resti dell'illustre prelato fossero posti nel centro della sua diocesi e nel 1311 Pons Augier de Lagnes, vescovo di Cavaillon, fece trasportare le ultime reliquie del santo da Fontaine-de-Vaucluse a Cavaillon, facendole inumare nella cattedrale. La leggenda dice che al momento del transito di queste attraverso la Sorge, le acque del fiume si aprirono per lasciar passare il corteo.
Anche il paese toscano di Peccioli è in possesso di una reliquia del santo
Le spoglie di san Verano sono anche venerate nella cattedrale di San Michele Arcangelo in Albenga (SV), dove arrivarono nell'alto medioevo e furono venerata per secoli, tanto che il capitolo della Cattedrale commette al suo scriba, il notaio Bernabò Pognana, la stesura di una vita sancti Verani.
Il 2 dicembre 1470, Gio Antonio Costa quondam Nicolino, nel suo testamento impose libras sexaginta... in fabrica seu factura ornatus busti ipsius sancti Veyrani in tatno argento elaborato seu laborando, cioè l'esecuzione di un raffinato reliquiario rappresentante la testa del santo fatto dall'aurifaber Bernardo Folco di Albenga. Alla sua morte si aprì una disputa per la proprietà delle reliquie del Santo che finì con il corpo dato ai Costa e il braccio e la testa ai Cepolla.

### IlMorvelous
Il bassorilievo di Taillades deve essere stato scolpito nella parte anteriore della cava verso quell'epoca. Questa imponente scultura rappresenta un vescovo su due scudi, che porta il pastorale ed indossa un pettorale ornato da una croce. Nonostante che gli abitanti del paese abbiano chiamato questa scultura con un nome un po' banale: Morvelous, cioè "il Moccioso", gli specialisti sono concordi nel ritenere si tratti di san Verano.

### Patronato
San Verano è stato eletto a patrono delle seguenti località:
- Francia:
  - Saint-Véran, comune del dipartimento delle Hautes-Alpes
- Italia
  - Peccioli, comune in provincia di Pisa (ove è celebrato il 25 ottobre)
  - Abbadia Alpina, già comune a sé, oggi frazione del comune di Pinerolo, in provincia di Torino